# Craig Stevens (jucător de fotbal american)
Craig Chase Stevens (n. 1 septembrie 1984, San Pedro⁠(d), California, SUA) este un fost jucător de fotbal profesionist american, care a jucat pe postul de tight end timp de opt sezoane pentru Tennessee Titans în National Football League (NFL). El a fost selectat de Titans în a treia rundă a 2008 NFL draft. A jucat fotbal la colegiu pentru California Golden Bears.